# Vestfoldbanen
Vestfoldbanen er navnet på en 148 km lang jernbanestrækning i Norge, der går fra Drammen, gennem Vestfold til Skien. Banen blev oprindeligt kaldt Grevskapsbanen eller Jarlsbergbanen. Strækningen Drammen – Larvik blev åbnet 13. oktober 1881, strækningen Larvik – Skien åbnede 23. november 1882. Banen var smalsporet med en sporvidde på 1067 mm.
Vestfoldbanen har haft flere sidelinier. I 1881 åbnede Hortenlinjen fra Skoppum til Horten. I 1895 åbnede strækningen fra Eidanger til Brevik. Der var også sidelinier fra Tønsberg til Eidsfoss (Tønsberg–Eidsfossbanen som åbnede i 1901) og fra Holmestrand til Hvittingfoss (Holmestrand-Vittingfossbanen som åbnede i 1902). Disse to strækninger blev begge nedlagt i 1938. Fra Skien fortsætter skinnerne over i Bratsbergbanen.
Banen blev, som den sidste, bygget om fra smalspor til normalspor. Arbejdet startede så småt før anden verdenskrig, men først efter krigen tog arbejdet fart og banen stod færdig som normalsporet i 1949. Mellem Eidanger og Skien lå der imidlertid før dette tre parallelle skinner, som gjorde det muligt at køre både smalsporede vogne og de normalsporede vogne som blev benyttet fra Brevik til Notodden og videre til Rjukan. Vestfoldbanen blev elektrificeret i 1957. Sidesporet til Brevik blev nedlagt for persontrafik i 1960'erne, senere fuldstændig nedlagt i 1980'erne med dele af banestrækningen revet op. Strækningen Porsgrunn – Norcem sementfabrikk bliver stadig brugt til godstrafik.

## Opgradering
Vestfoldbanen er under opgradering, og vil på enkelte strækninger kunne have mulighed for hastigheder på op mod 200 km/t dvs. højhastighedsbane. Den nye rejsetid mellem Oslo og Tønsberg bliver på 1 time, og rejsetiden mellem Porsgrunn og Oslo skæres ned med en time i forhold til i dag.
|  | Denne artikel kan blive bedre, hvis der indsættes geografiske koordinater Denne artikel omhandler et emne, som har en geografisk lokation. Du kan hjælpe ved at indsætte koordinater i wikidata. |